# برا الدنيا (مسلسل)
برّا الدنيا هو مسلسل دراما مصري من إخراج مجدي أبو عميرة وبطولة شريف منير، نسرين إمام، محمد الشقنقيري، ميرنا المهندس، خالد محمود ورشوان توفيق.

## نبذة
تدور الأحداث حول بركات الفلاح المتعلم المستنير الذي لا يزال محتفظًا بأصالته ومخلصا لأرضه وأهل قريته وهذا لا يعجب هؤلاء الذين يسعون في الفساد فيشعلون النار في أرضه ويلقون بجثة مجنون انتقامًا منه، وهكذا يدخل في أزمة جنون تغيبه عن العالم.

## طاقم العمل
- شريف منير بدور بركات
- نسرين إمام بدور سلمى
- محمد الشقنقيري بدور منسي
- ميرنا المهندس بدور إنجي
- خالد محمود بدور شعبان
- فوزية محمد بدور مريم
- لانا سعيد بدور شيرين
- رشوان توفيق بدور الشيخ
- سميرة عبد العزيز بدور أم سلمى
- أميرة العايدي بدور غالية
- أمير كرارة بدور عزت